# Autódromo de León
El Autódromo de León es un autódromo mexicano ubicado en León, Guanajuato, más precisamente en la Carretera a Santa Ana del Conde km 1.5. El circuito fue inaugurado en 1976.  Actualmente los eventos que se realizan en este autódromo son los campeonatos de motos y de karts locales y pruebas de manejo. También  alberga algunas etapas del Rally de México. 
En 1976 se construye el Autódromo de León en el sureste de la ciudad en un terreno de 22 hectáreas con un circuito de 1,35 a 1.43 Km. De largo y de 2 a 9 metros de ancho. El autódromo fue testigo de carreras de campeonatos mexicanos como la NASCAR México, Copa Marlboro, Fórmula 2, Fórmula 3, Copa Mustang, Tractocamiones, Motos 600, Superfórmula, Turismos, etc. Debido a la falta de competencias, el autódromo entró en un periodo de inactividad y abandono en 2003, que duró hasta el 2005 donde se reactivó con eventos de Rally, donde se corre la etapa súper especial del World Rally Champhionship. Los pits techados de 100 metros de largo por 6 metros de fondo, y hay casilleros para guardar los karts.